# 三聚氰胺
三聚氰胺（化学式：C3H6N6），俗称「密胺」、「蛋白精」、「蜜胺」，IUPAC命名为“1,3,5-三嗪-2,4,6-三胺”，是一种三嗪类含氮杂环有机化合物，常被用作化工原料。它是白色单斜晶体，几乎无味，微溶于水（3.1g/L常温），可溶于甲醛、乙酸、热乙二醇、甘油、吡啶等，不溶於丙酮、醚類、對身體有害，不可用於食品加工或食品添加物。但一些不法商家在奶類製品中混入三聚氰胺，以便在進行蛋白質含量測試時，提高氮含量水準。
三聚氰胺是氨基氰的三聚体，由它制成的树脂加热分解时会释放出大量氮气，因此可用作阻燃剂、防水劑、甲醛清潔劑等。它也是杀虫剂环丙氨嗪在动物和植物体内的代谢产物。
生產三聚氰胺的原料主要有雙氰胺和尿素兩種。2003年全球三聚氰胺生產家數約有90餘家，年總產能133.46萬噸，其中中國大陸年生產能力達到30萬噸，占全球產能的22%；歐洲仍是世界三聚氰胺的主要產區，約占全球總產能的34%；美國占12%；日本占12%；其他國家占20%。台灣廠商長春企業集團也有生產三聚氰胺，其產品用途為製造熱硬化型樹脂、成型材料、化粧板、塗料、接著劑、紡織品、紙等。

## 合成
三聚氰胺最早被李比希於1834年合成，早期合成使用双氰胺法：由电石（CaC2）制备氰胺化钙（CaCN2），氰胺化钙水解后二聚生成双氰胺，再加热分解制备三聚氰胺。
目前因为电石的高成本，双氰胺法已被淘汰。工业合成主要使用尿素为原料，在加热和一定压力条件下：
6 (NH2)2CO → C3H6N6 + 6 NH3 + 3 CO2
三聚氰胺與甲醛（HCHO）反應縮合成三聚氰胺樹脂中會脫去水，三聚氰胺樹脂是熱固性。
這可以被分為兩個步驟
首先第一步尿素分解為氰酸和氨，此為吸熱反應：
(NH2)2CO → HCNO + NH3
接著第二步氰酸會與冷凝的氨形成三聚氰胺附帶產生二氧化碳和氨：
6 HCNO + 3 NH3 → C3H6N6 + 3 CO2 + 3NH3
第二步反應為放熱反應，但總反應為吸熱反應。
按照反应条件不同，三聚氰胺合成工艺又可分为高压法（7-10MPa，370－450℃，液相）、低压法（0.5-1MPa，380－440℃，液相）和常压法（<0.3MPa，390℃，气相）三类。

## 化学性质
遇强酸或强碱水溶液水解，氨基逐步被羟基取代，先生成三聚氰酸二酰胺（「C3N3(OH)(NH2)2」），进一步水解生成三聚氰酸一酰胺（「C3N3(OH)2NH2」），最后生成三聚氰酸。

## 用途
「三聚氰胺」的英文为，是制造「三聚氰胺甲醛树脂（melamine-formaldehyde resin）」的原料，又称「密胺甲醛树脂」、「密胺树脂」，英文缩写「MF」，常用于制造日用器皿、板材、涂料、模塑粉、纸张等。
常見的美耐皿餐具，就是來自三聚氰胺英文的音译；由於美耐皿成型粉主要由三聚氰胺与甲醛聚合之樹脂，再加入木漿所制成，以此成型粉經高溫高壓製成美觀耐用的餐具，故得此譯名。在日常生活中经常能见到美耐皿树脂制成的餐具器皿。这类器皿的物理性质非常类似陶瓷，坚硬不变形但又不像陶瓷那样易碎，純美耐皿餐具耐高溫且耐酸鹼表現佳，故於餐飲業被廣為使用。然而，市面上見劣質美耐皿餐具以尿素甲醛樹脂製品魚目混珠，刚煮熟的汤菜，立即置于這類偽美耐皿的餐具中，有可能会对美耐皿的结构造成伤害，因此在低溫而释出三聚氰胺。
三聚氰胺还可以与乙醚配合作纸张处理剂，在一些涂料中作交联剂，以及阻燃化学处理剂等。

### 乳制品非法添加剂
中国乳制品业界曾因以三鹿奶粉为首要代表的产品中检出大量超标三聚氰胺的食品（三聚氰胺奶粉）安全丑闻而遭受重创，不少生产厂商因此陷入信誉危机甚至破产。
社会流传的说法是三聚氰胺被不法厂商直接作为食品添加剂掺入乳制品中，但实际上如何通过三聚氰胺不当获利未有确切定论。一种猜测为：中国乳业质量控制主要以含氮量作为蛋白质含量的主要检测指标，故尿素作为一种常见而廉价的氮肥被用以掺入兑水奶品中欺瞒质量检测，经过高温喷射等加工方式被制成奶粉后，掺杂的尿素在高温反应后产生三聚氰胺。（蛋白质的氮元素质量分数为14%，而三聚氰胺中氮元素质量分数为67%。）
三聚氰胺奶粉导致了婴儿身体畸形（也就是“大头婴儿”）、泌尿系统疾病，引起社会的广泛关注。

## 毒性研究
三聚氰胺本身為低毒性，一般成年人身體會排出大部分的三聚氰胺，不過如果與三聚氰酸並用，會形成無法溶解的氰尿酸三聚氰胺，造成嚴重的腎結石。已经有报道称，三聚氰胺在人体的消化过程中，特别是在胃酸的作用下，自身即可能部分转化为三聚氰酸，而与未转化部分形成结晶。

### 急性毒性
三聚氰胺對老鼠的半數致死量為每公斤3,248毫克。對於兔子半數致死量則超過每公斤1,000毫克。根据1945年的一个实验，将大剂量的三聚氰胺饲喂给猪、兔和狗后没有观察到明显的急性中毒现象。蘇聯在1980年代的一次研究，顯示氰尿酸三聚氰胺的毒性要大於三聚氰酸或三聚氰酸本身。對於老鼠與兔子，氰尿酸三聚氰胺的半數致死量為每公斤4.1克（直接進入胃中）或每公斤3.5克（透過吸收），而三聚氰胺相比則分別為6.0與4.3克。
一項毒物學研究也證實回收的受污染寵物飼料中，三聚氰酸與三聚氰胺並用，是造成貓嚴重腎衰竭的主因。

### 慢性毒性
- 長期攝取三聚氰胺可能造成生殖能力損害、膀胱或腎結石、膀胱癌等。[21][22][23][24][25]
- 1983年的美國針對三聚氰胺進行動物實驗研究，发现用三聚氰胺高劑量（4,500 ppm or 263 mg/kg bw/day）和持續（兩年）地餵食雄鼠会造成其膀胱結石，並增加其膀胱、尿道出现惡性腫瘤的風險。[26][27]
- 研究发现，肠道细菌能转化三聚氰胺生成三聚氰酸，在肾脏中三聚氰酸再和三聚氰胺结合形成晶核，继而形成三聚氰胺—三聚氰酸—尿酸共结晶，堵塞肾小管导致肾脏中毒[28]。

### 評估報告
為因應2007年发生的牲畜飼料含三聚氰胺事件，美國食品藥物管理局（FDA）於2007年5月25日發佈風險評估報告，討論家禽、魚類內含三聚氰胺對人類健康之影響，文章指出人體可容忍的每日攝取量（每日耐受量，;簡稱TDI）為0.63毫克／每公斤體重／每天（mg/kg bw/day）。此值是根據動物實驗中（持續13週的大鼠實驗）所觀查到最低的「無有害作用值」（reported no-observed-adverse-effect-levels; NOAEL）, 63毫克／每公斤體重／每天，再除以100的安全系數（safety margin）以考量物種間的差異。舉例而言，一個體重60公斤的成人若每天累積攝取三聚氰胺達37.8毫克以上，將會有健康風險。2008年10月3日，FDA進一步把TDI：0.63毫克／每公斤體重／每天除以安全係數10下修得到0.063毫克／每公斤體重／每天（應對健康無害的攝取量），並假設一個60公斤的成年人若每天摄入1.5公斤遭三聚氰胺污染的食物，只要被污染食物中三聚氰胺含量低於2.5ppm，该人應無立即健康的風險。另外，在上述2007年5月25日發表的文章中，亦認為現有檢測方法可檢出之最低含量為50ppb（0.05ppm）。

## 檢驗殘留標準

### 中国大陸
中国国家食品质量监督检测中心在2008年9月13日指出，三聚氰胺属于化工原料，是不允许添加到食品中的，故暂未设定像农药般的残留标准限制。10月8日，卫生部、工业和信息化部、农业部、国家工商行政管理总局和国家质量监督检验检疫总局联合发布公告，制定三聚氰胺在乳与乳制品中的临时管理值：
- 婴幼儿配方乳粉中三聚氰胺的限量值为1mg/kg，高于1mg/kg的产品一律不得销售。
- 液态奶（包括原料乳）、奶粉、其他配方乳粉中三聚氰胺的限量值为2.5mg/kg，高于2.5mg/kg的产品一律不得销售。
- 含乳15%以上的其他食品中三聚氰胺的限量值为2.5mg/kg，高于2.5mg/kg的产品一律不得销售。

另外，在《2008年度遼寧省飼料產品質量安全監測計畫》中，辽宁省动物卫生监督管理局明確規定飼料中攙加的三聚氰胺要低於2mg/kg。

### 香港
而香港政府於2008年9月22日紧急立法，禁止食物的三聚氰胺含量超标。新法律规定：嬰幼兒及孕婦食品，每公斤不能含有超过1毫克的三聚氰胺，食物每公斤不能超过2.5毫克。

### 臺灣
在台灣方面，2008年9月24日，行政院衛生署參考國際檢驗方法和香港最新立法規定，以及會商藥物食品檢驗局與食品工業研究所的專家後，因為難以在短期間內驗出2ppm以下之三聚氰胺，為加速檢驗，因此決定2.5ppm（2,500ppb）為食品殘留三聚氰胺的檢驗判定標準。後來因民眾擔心緣故，目前不允許乳製品類有三聚氰胺驗出。

### 紐西蘭
紐西蘭食品安全局參考歐盟每日容許攝取量標準（每公斤體重每日0.5mg，20公斤的孩童為20*0.5=10mg，70公斤的成人為70*0.5=35mg），決定以一般食物5.0ppm（5,000ppb）、嬰兒食品1.0ppm為食品殘留三聚氰胺的暫定檢驗判定標準，市售食物含量低於此值則不再發布確認風險警告，不過若有發現此值會造成民眾攝食超過每日容許攝取量的三聚氰胺或者發現有摻假的情況，會隨時檢討此值。

### 美國
美國則是在經過2007年美國寵物食品污染事件後，禁止於飼料中添加三聚氰胺。美國食品及藥物管理局（FDA）日前對食物中三聚氰胺的含量訂立標準，成人每天食用2.5ppm以下的受污染食物（<1.5kg）應對健康無虞，但嬰兒食品不得有三聚氰胺驗出。

### 歐盟
根据欧盟执委会于2008年9月26日发给会员国的紧急通报中，清楚指出，所有含三聚氰胺量超过2.5毫克／公斤（2.5ppm）的食品应立即销毁。

## 外部連結
- （英文）三聚氰胺的材料安全資料（MSDS）
- （英文）NLM Hazardous Substances Databank – Melamine（页面存档备份，存于）
- （英文）OECD Screening Information Data　Set (SIDS): Melamine（High Production Volume Chemicals Screening Information，PDF檔，共89頁）。
- （英文）FDA關於寵物食物回收的資訊頁面（由於含有三聚氰胺）（页面存档备份，存于）